# Prien am Chiemsee
Prien am Chiemsee è una municipalità nel distretto di Rosenheim, in Baviera, Germania. È situata sulle rive del lago Chiemsee, a 16 chilometri da Rosenheim.

## Origini del nome
Il toponimo Prien è di origine celtica. Nello specifico, alcune teorie lo associano al nome dell'omonimo fiume, a sua volta originante dall'espressione Brigenna, ossia "proveniente dalle montagne". Altri studiosi lo fanno invece derivare da Brīvena, "luogo dei ponti".

## Storia
Di origini molto antiche è la frazione di Trautersdorf, nella quale sono dimostrabili tracce di un insediamento romano.
Il centro di Prien fu fondato attorno al 1158 come sede amministrativa dei conti Von Falkenstein. Da un punto di vista ecclesiastico, Prien costituiva una parrocchia dell'allora Diocesi del Chiemsee. Con il declino dei Von Falkenstein, Prien diventò dapprima parte del Regno di WIldenwart e, in seguito, di quello di Hohenaschau. 
Prien ospitò un palazzo di giustizia (uno dei cosiddetti Gerichtsschrannen) per lungo tempo, in particolare tra il 1813 e il 1959.
In seguito alle riforme amministrative che interessarono la Baviera nel 1818, Prien am Chiemsee divenne un comune autonomo.
Con l'inaugurazione della ferrovia tra Rosenheim e Salisburgo (1860) e l'apertura del castello di Herrenchiemsee (1866) Prien am Chiemsee diventò progressivamente una meta turistica. Si assistette così alla costituzione della società di navigazione del Chiemsee, oltre che alla realizzazione di hotel, pensioni e numerose case di villeggiatura estiva nei dintorni di Prien, località che attorno al 1897 fu elevata al rango di sede di mercato. Nel 1887 venne inoltre costruita la ferrovia a vapore del Chiemsee, che ancor'oggi durante la stagione turistica collega la stazione ferroviaria (situata nel centro del paese) al porto (collocato in località Prien-Stock).
Nel 1944 i nazisti trovarono nell'hotel Kronprinz di Prien una sede alternativa per il più alto tribunale delle SS, il quale si trovava a Monaco di Baviera ma risultava troppo esposto ai pericoli legati agli attacchi aerei.
Dopo la caduta del nazionalsocialismo, il 5 agosto 1945 si tenne a Prien la prima esposizione libera di opere d'arte, che peraltro rappresentò la prima mostra d'arte moderna dell'intera Germania.
Sulla Herreninsel, collocata di fronte a Prien-Stock, nel 1948 si tenne la convenzione in cui si elaborò la costituzione della Germania.
Dal 1º maggio 1978 il territorio comunale di Prien comprende anche parti dei dismessi comuni di Hittenkirchen e Wildenwart.

## Monumenti e luoghi d'interesse

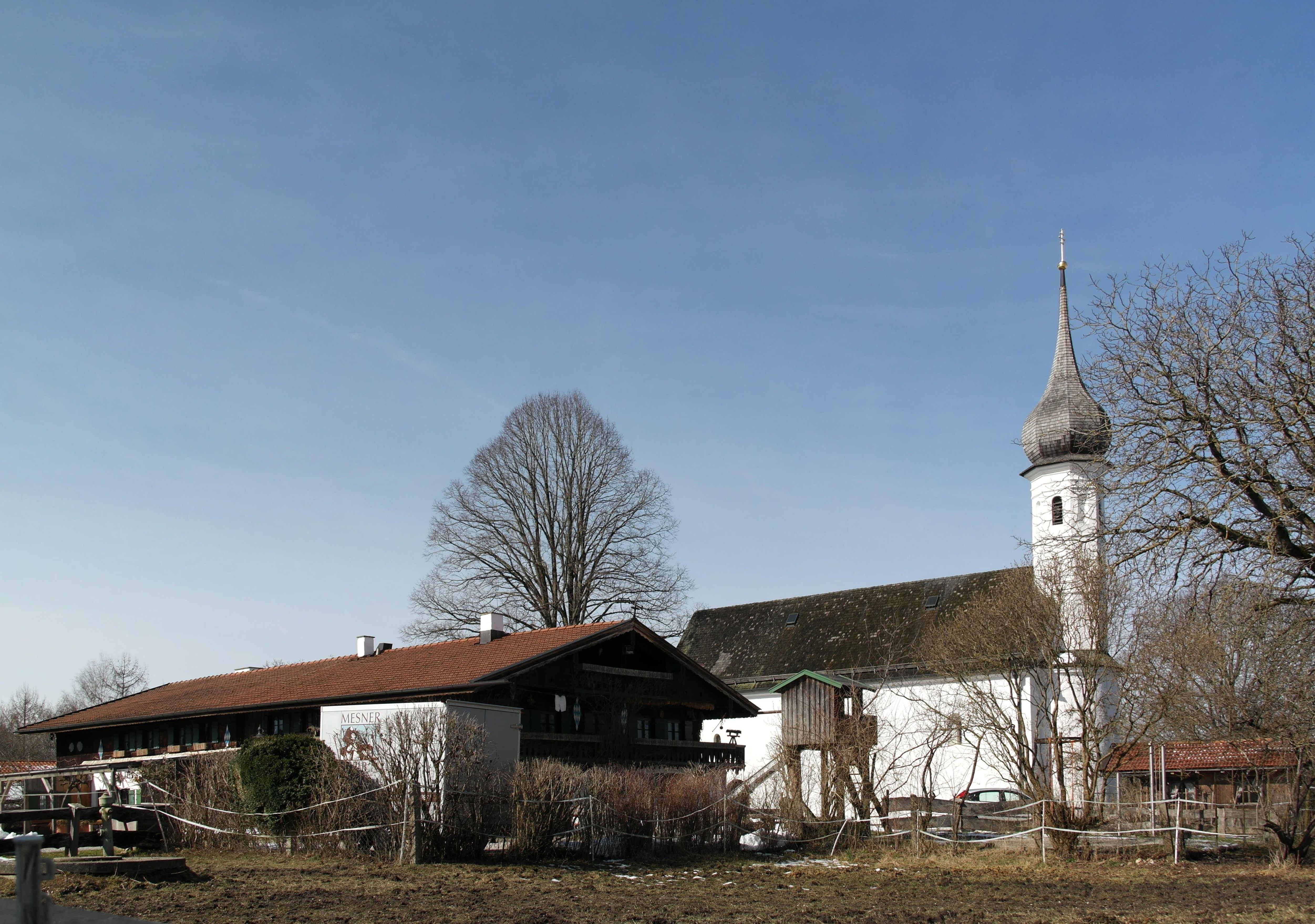
Urschalling

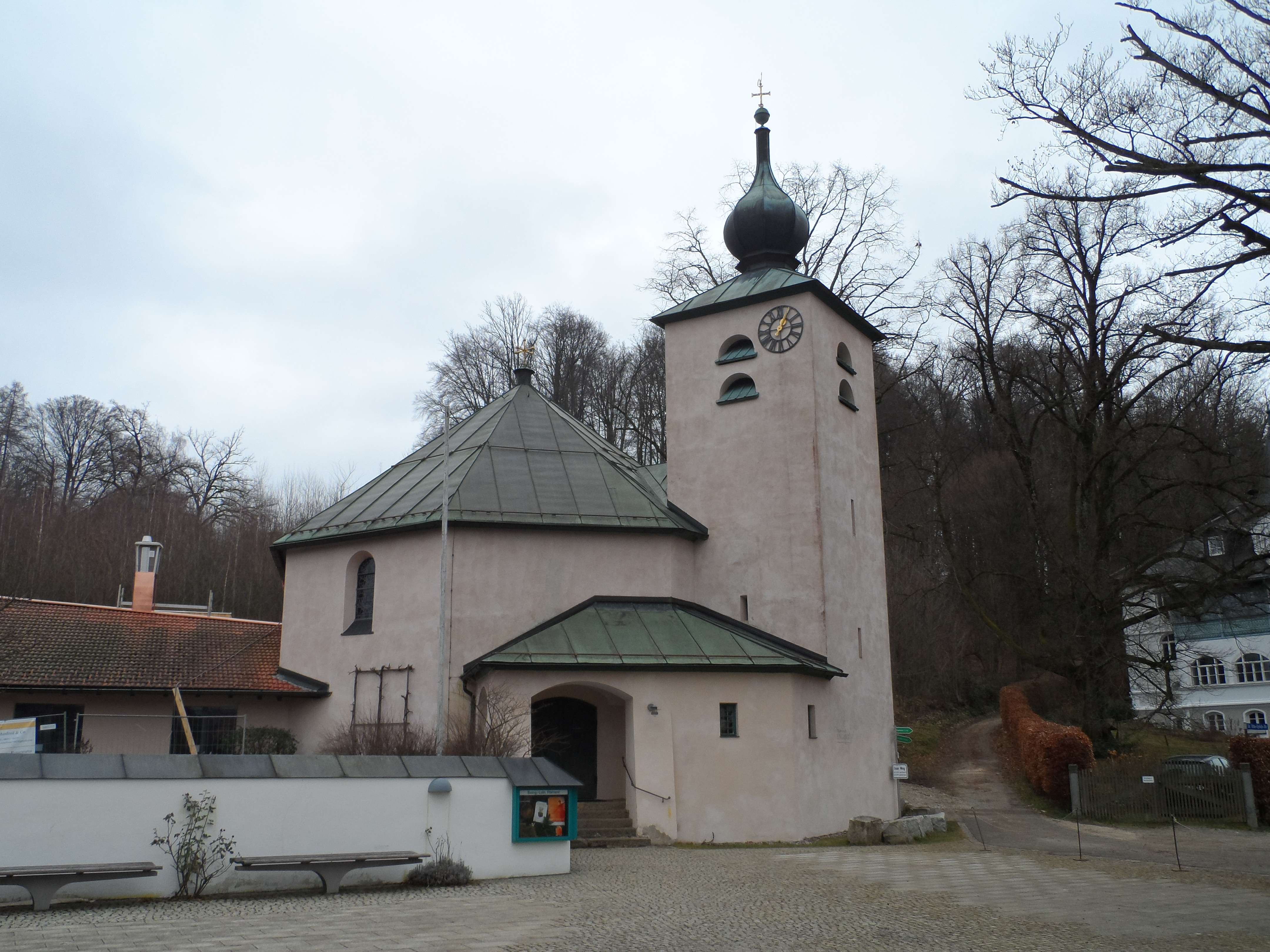
Chiesa evangelico-luterana di Cristo

### Architetture religiose
- Parrocchiale cattolica dell'Assunta, ricostruita in stile barocco negli anni 1734-1738, all'interno della quale si trovano dipinti di Johann Baptist Zimmermann (tra i quali spicca un'opera sul tema della battaglia di Lepanto).
- Cappella battesimale di San Giovanni, originariamente costruita nel XVI secolo a poca distanza dalla parrocchiale e ristrutturata in stile barocco nel 1723.[8]
- Chiesa di San Giacomo a Urschalling, realizzata in stile romanico attorno agli anni 1160-1170, la quale conserva affreschi del XIV secolo.[8]
- Chiesa evangelica-luterana di Cristo (1927-1928).[8]
- Cappella di sant'Anna a Griebling, costruita nel 1684 su un nucleo più antico e ristrutturata in stile barocco nel 1765.[8]
- Cappella ad Arbing (fine XVII secolo).[8]
- Cappella all'indirizzo Am Gries 4 (1946).[8]
- Cappella a Bachham (inizio XX secolo).[8]
- Croce della metà del XVIII secolo, a Siggenham.[8]

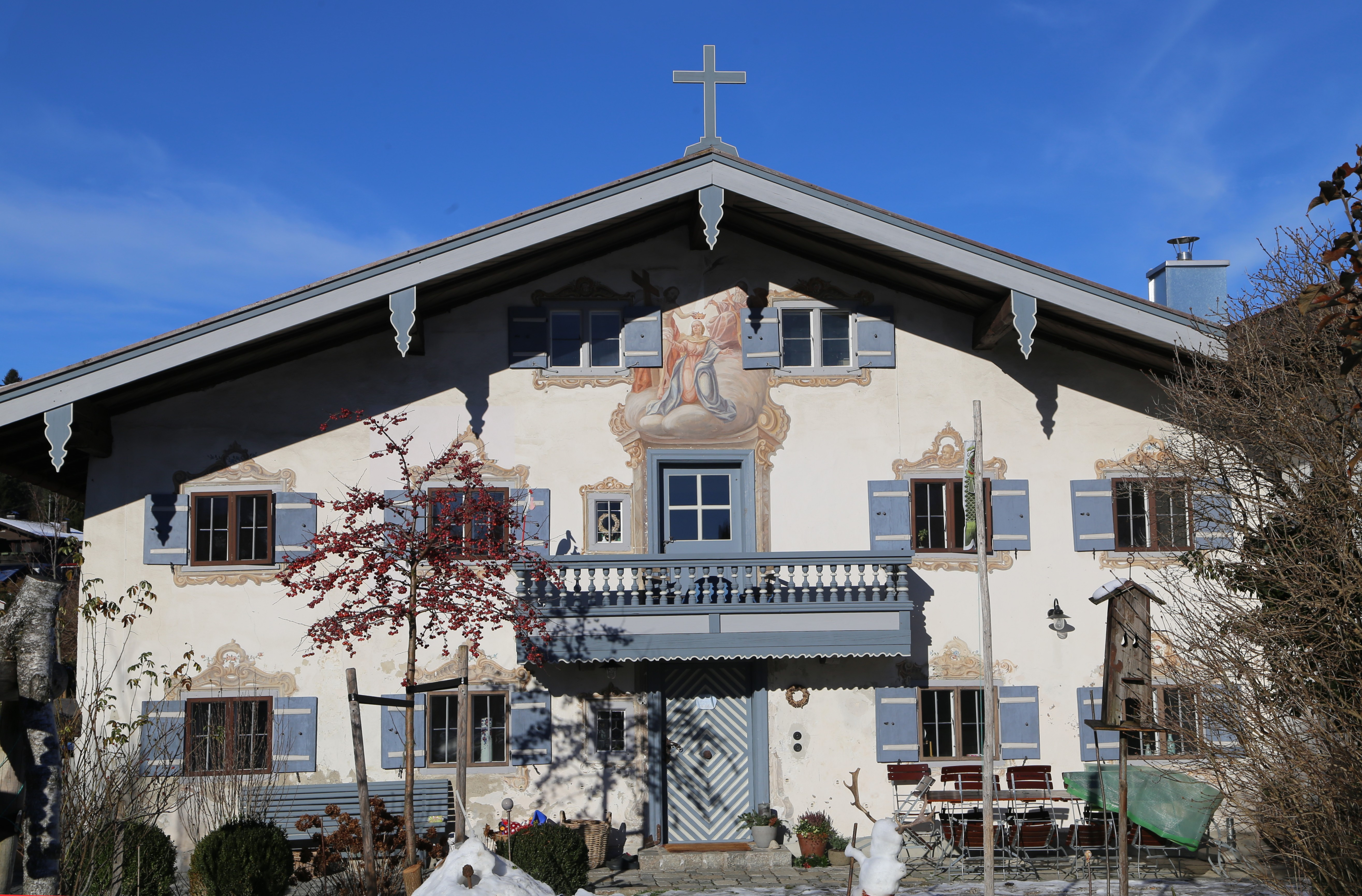
Abitazione in località Am Gries

- Cappella di sant'Anna a Griebling.[8]

### Architetture civili

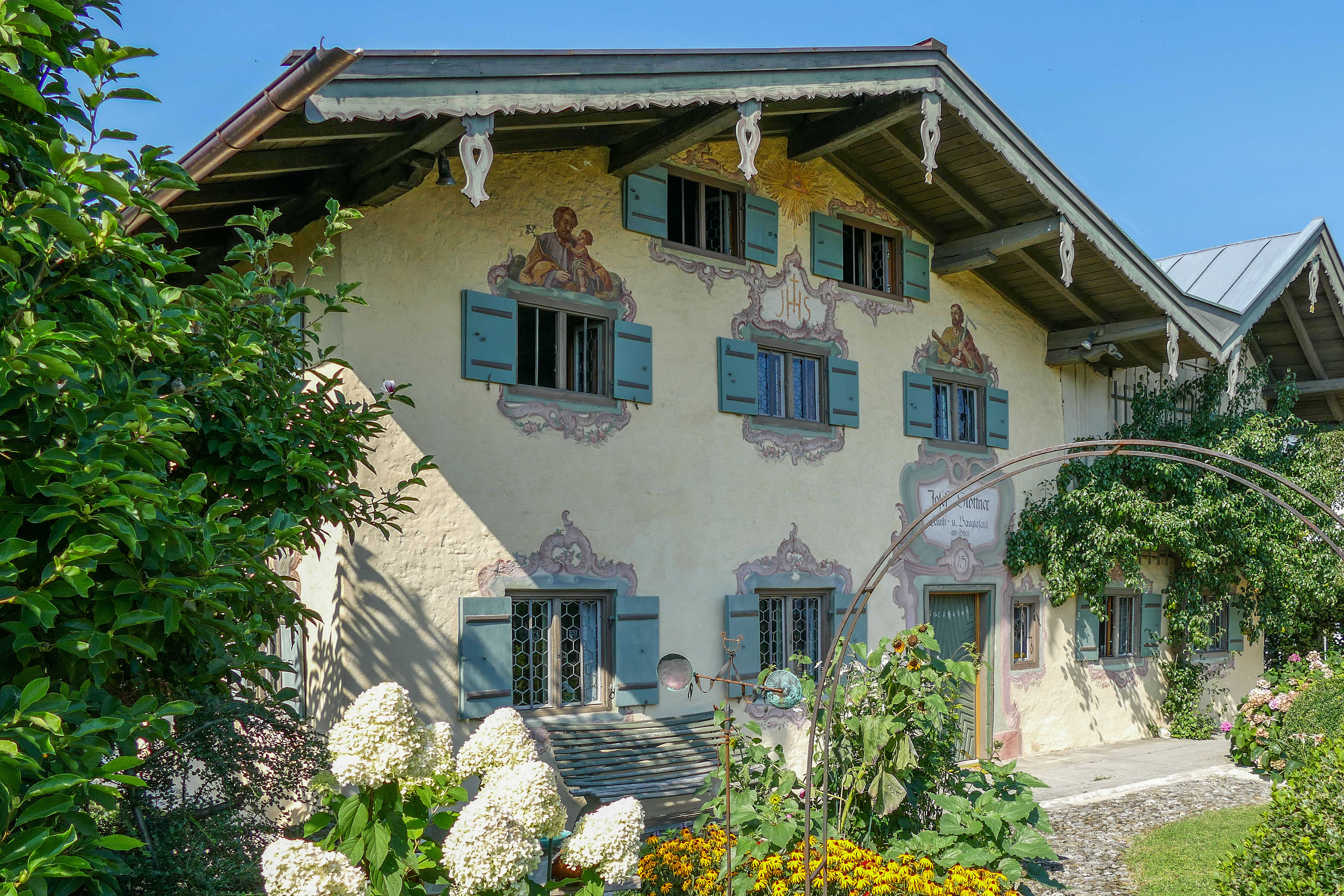
Stettnerhaus, abitazione in località Am Gries

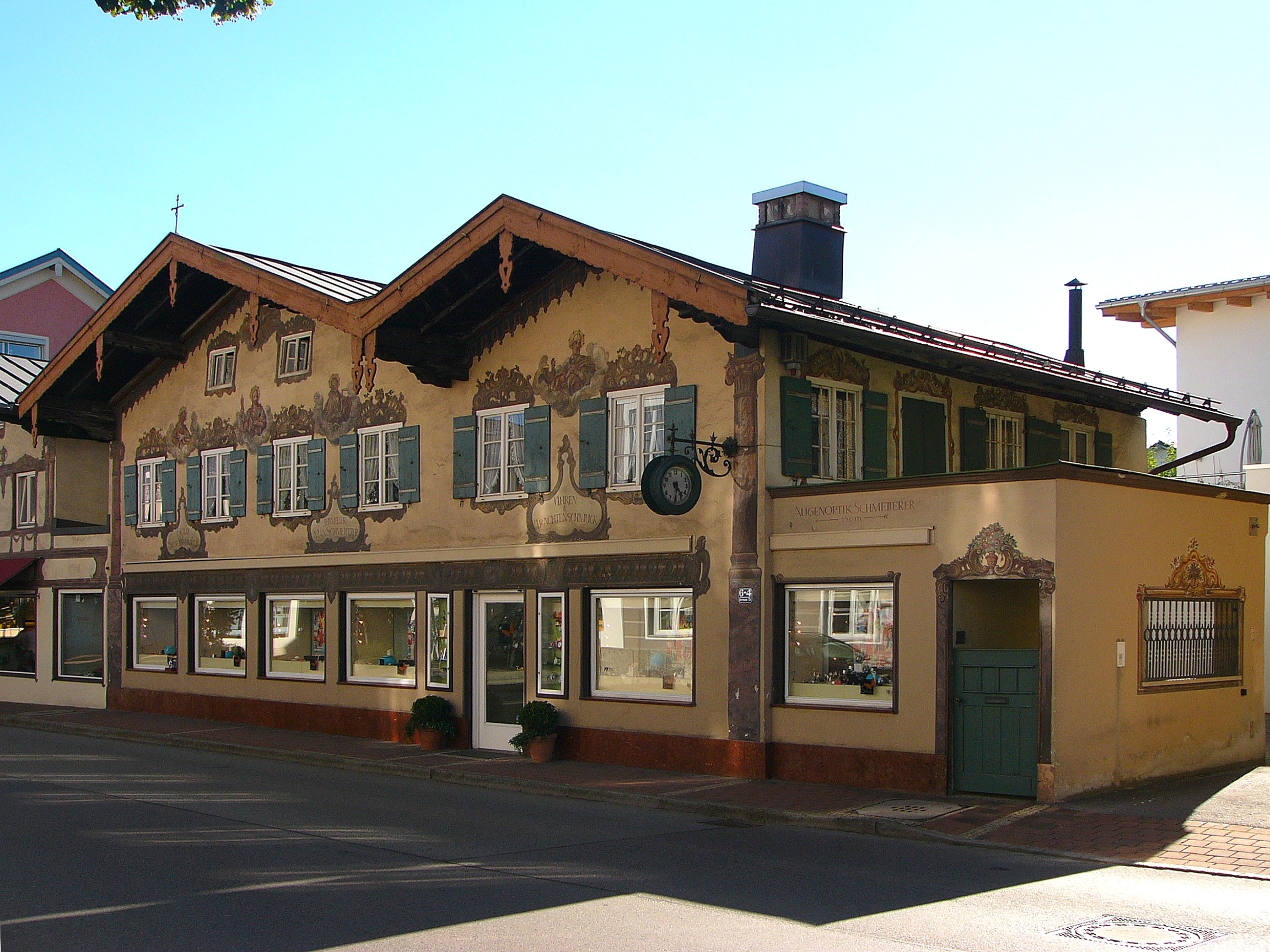
Casa in Bernauer Straße

- Casa in Bernauer StraßeComplesso Am Gries, la cui fondazione risale al XV-XVI secolo, che comprende numerose case con facciate affrescate.[8]
- Villa all'indirizzo Alte Bernauerstraße 18 (1900 circa).[8]
- Ex-casa parrocchiale (1634/35).[8]
- Nuova casa parrocchiale, sulla cui facciata nord si trova una pietra in marmo rosso del 1666 riportante un emblema.[8]
- Piazza del mercato: abitazioni della seconda metà del XVIII e del XIX secolo.[8]
- Impianto ad arcate nella Alte Rathausstraße, a lato della parrocchiale (1923).[8]
- Abitazioni dei secoli XVIII e XIX nella Alte Rathausstraße (numeri civici dal 5 al 9, 11, 13, 18, 24 e 28) e in Bernauer Straße (civici 1, 4, 6, 8 e 30), alcune delle quali affrescate.[8]
- Abitazione del XIX secolo all'indirizzo An der Prien 14.[8]

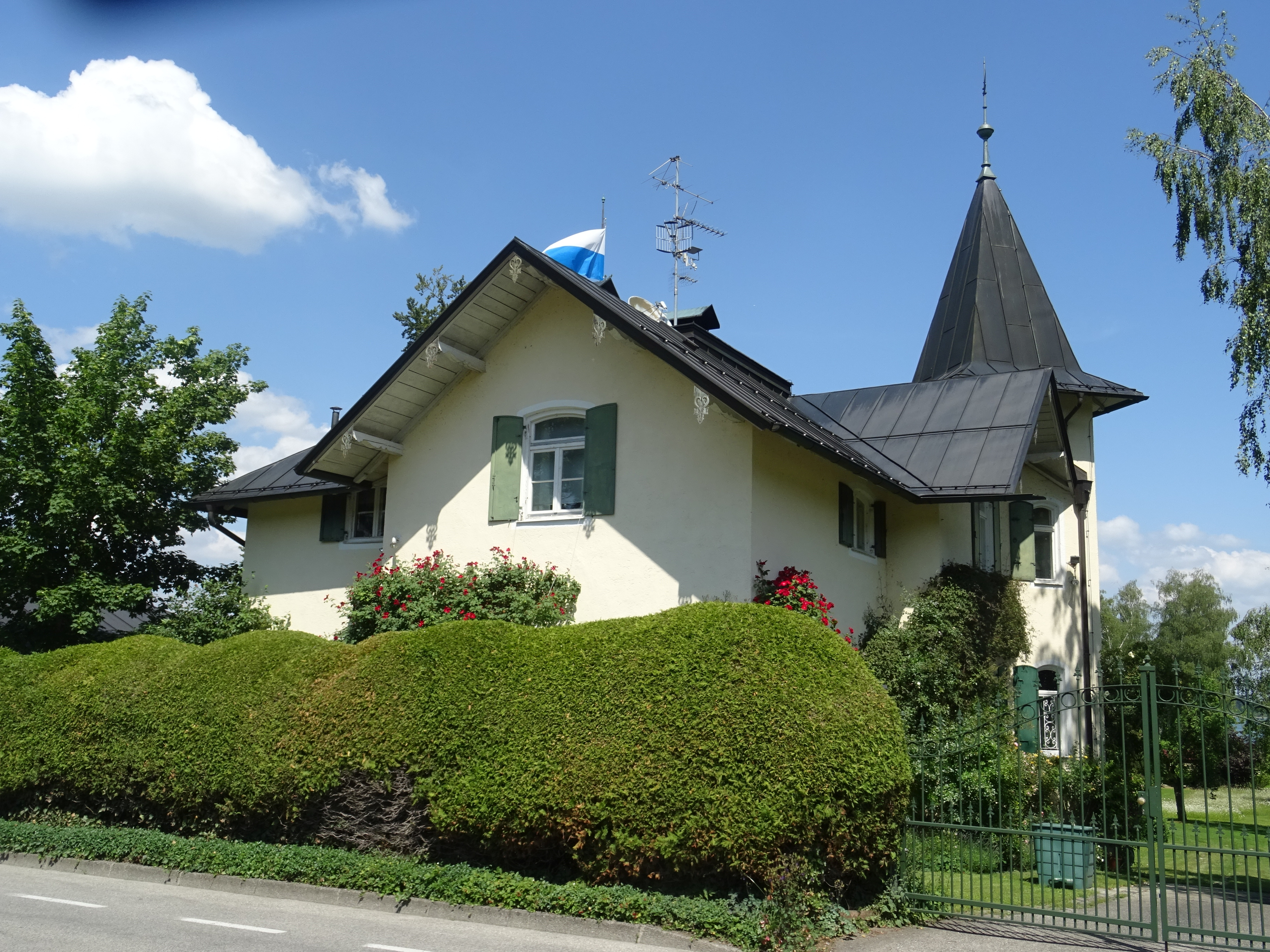
Ex-villa Roloff

- Ex-villa RoloffVilla del 1899 all'indirizzo Dr.-Otto-Eyrich-Straße 1 e abitazione coeva in Dr.-Paul-Weinhart-Straße 18.[8]
- Facciata affrescata all'indirizzo Geigelsteinstraße 1 (1910 circa).[8]
- Casa contadina del 1838 in Hochriesstraße 53, soprannominata Zahn am Bach ("dente sul ruscello") e casa contadina del XVIII secolo all'indirizzo Höhenbergstraße 14.[8]
- In Jensenstraße: abitazione in stile villa del 1851 (al civico 2a) e affresco mariano dell'inizio del XX secolo (civico 11).[8]
- Costruzioni del XIX secolo in Rafenauerweg (civici 6 e 21).[8]
- In Schulstraße: abitazioni del 1630-39 (civico 4) e del XIX secolo (civici 2, 3).[8]
- In Seestraße: edifici realizzati tra la fine del XVIII secolo (civico 1) e la seconda metà del XIX (civici 7, 23).
- Abitazioni in Harasser Straße, ai civici 53 (1923), 94 (1832) e 106 (nucleo databile tra la fine del XVII secolo e l'inizio del XVIII).[8]
- Ex-villa Roloff (1898) a Stock (Harasser Straße 7).[8]
- Case contadine ad Atzing (1827), Au (1760-80), Bauernberg (prima metà del XVIII secolo, al civico 3, e 1791, al civico 4), Ernsdorf (metà XVIII secolo al civico 4, terzo quarto del XVIII secolo al civico 10, metà del XIX secolo ai civici 5 e 6), Stock (1831, al civico 18 di Am Roseneck), Trautersdorf (1758), Urschalling (XVII-XX secolo) e Vachendorf (fine XVIII secolo).[8]
- Abitazione della fine del XIX secolo a Bruck.[8]
- Villa von Bomhard al civico Ernsdorfer Straße 39 (1870).[8]
- Ex casa di pescatori ai civici 3-3a di Osternach (1747).[9]
- Centrale elettrica di Prien a Siggenham (1906-1912).[8]

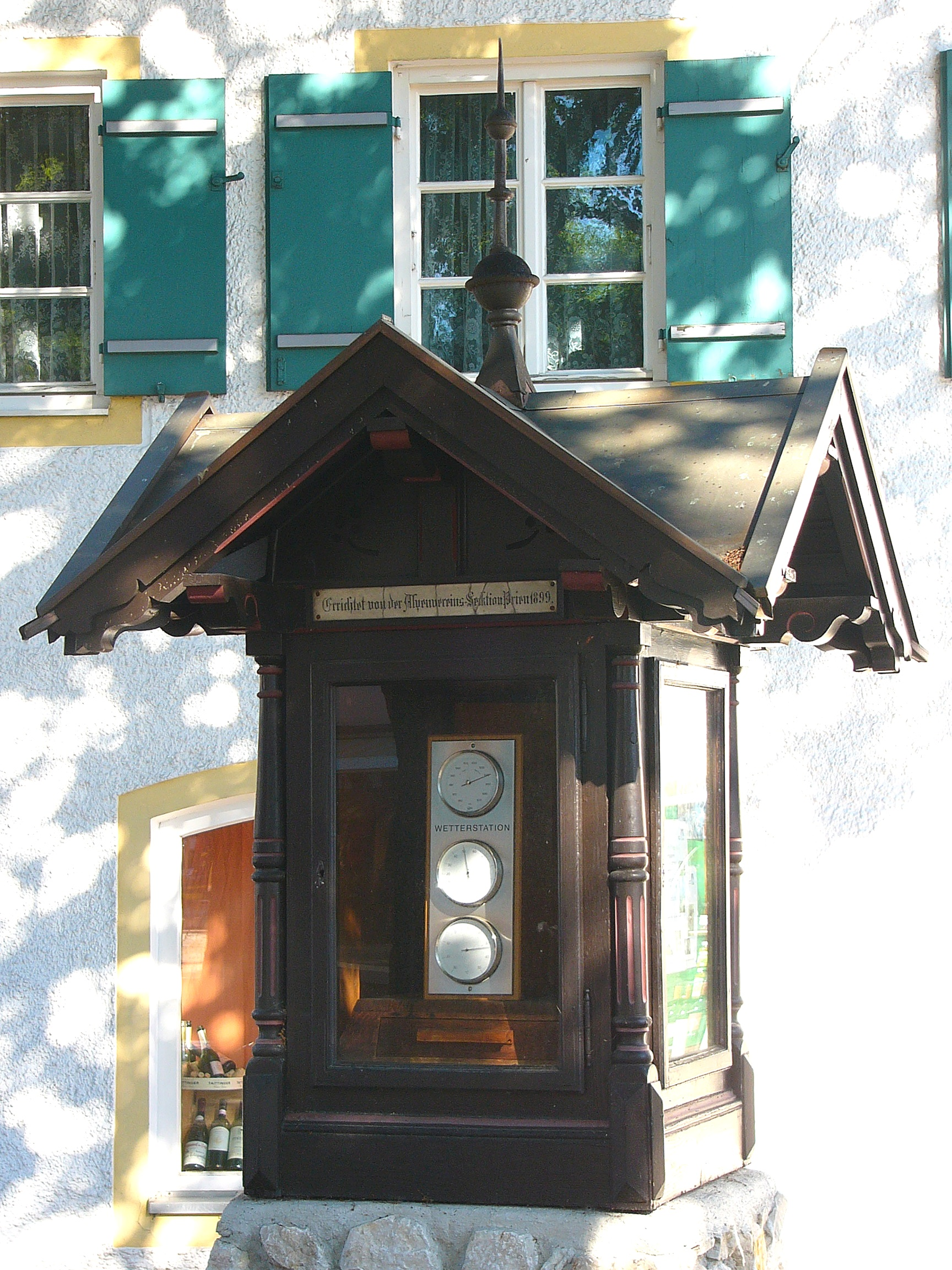
Colonnina meteorologica

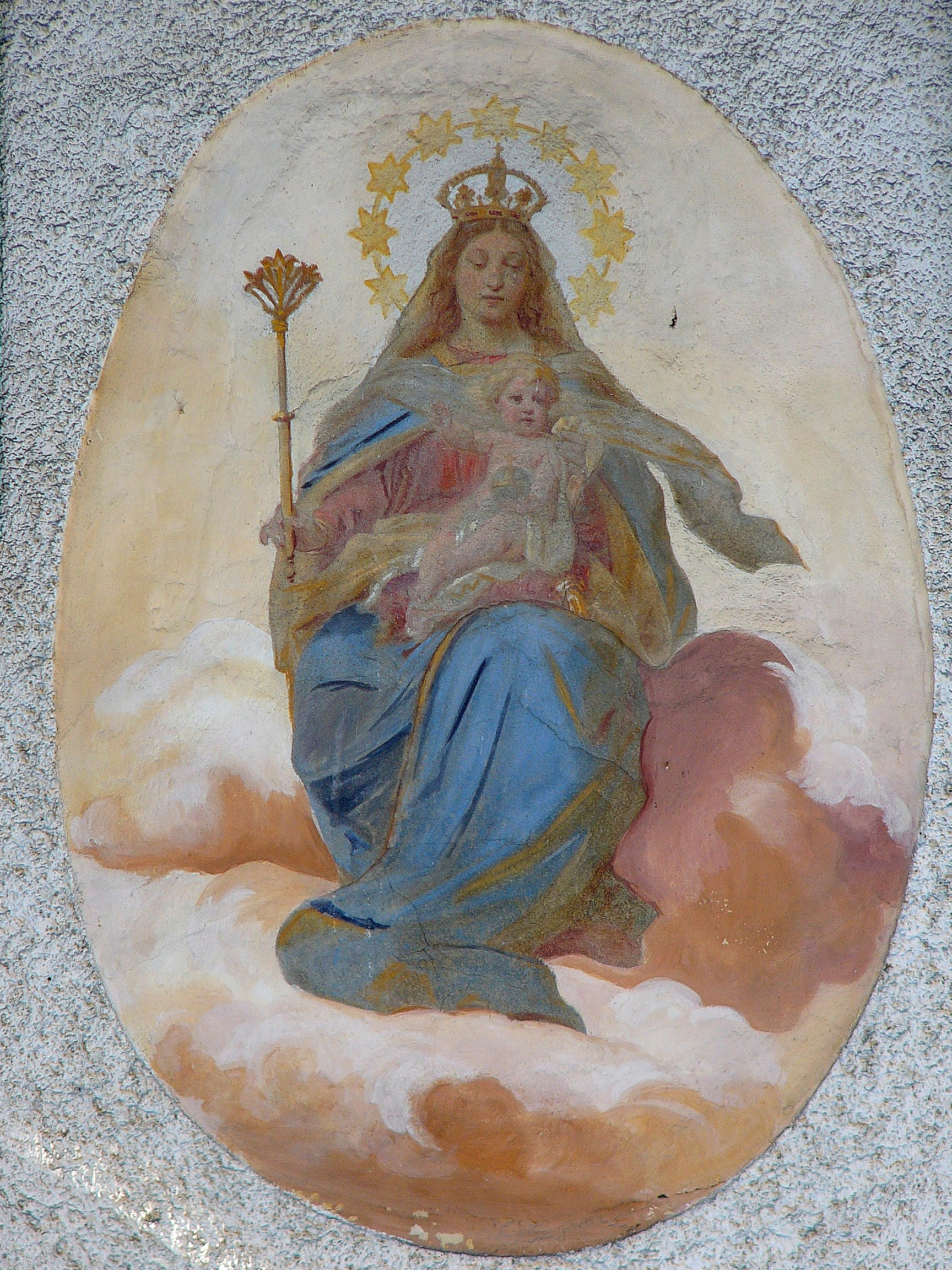
Affresco in Seestraße 29a

### Altro
- Statua di Santa Caterina, opera realizzata dallo scultore Friedrich Lommel a corredo del monumento costruito in piazza del mercato in memoria dei caduti della prima guerra mondiale.
- Scultura in bronzo di Heinrich Kirchner (Il nuovo Adamo, 1984), nella zona pedonale.
- Sculture in bronzo di Marianne Lüdicke all'interno della fontana di piazza del municipio (Incontri, 1983), nell'aiuola a est della vecchia corte parrocchiale, sulla fontana della scuola media Franziska Hager e in piazza Valdagno, a fianco del museo regionale.
- In Schulstraße: colonnina meteorologica del 1899.[8]
- Locomotiva della ferrovia del Chiemsee, risalente al 1887 e tuttora in servizio.
- Battello a vapore Ludwig Fessler, dotato di ruota a pale, costruito nel 1926 e tuttora in servizio sulla linea che dal porto di Prien-Stock porta alle isole Herreninsel e Fraueninsel.
- Affreschi mariani d'inizio XX secolo su pareti di abitazioni in Seestraße 29 e in Trautersdorfer Straße 8.[8]
- Crocefisso con Madre dolorosa in legno (1871) a Ernsdorf (civico 3), crocifisso barocco al bivio tra Leiten e Kaltenbach w xeoxidiaao ligneo della metà del XVIII secolo a Trautersdorf.[8]
- Scultura lignea mariana barocca (1650) alla parete di un edificio in Priener Straße 11 a Mitterweg.[8]
- Portoni intagliati al civico 2 di Griebling (1814), all'8a di Kaltenbach (primo quarto del XIX sec.), al 17b di Priener Straße a Mitterweg (1815) e al 16 di Greamandlweg 16 a Westernach (1810-20).[8]
- Ex-salina/casa a fontana (1810) al 52 di Ludwigstraße a Prutdorf.[8]

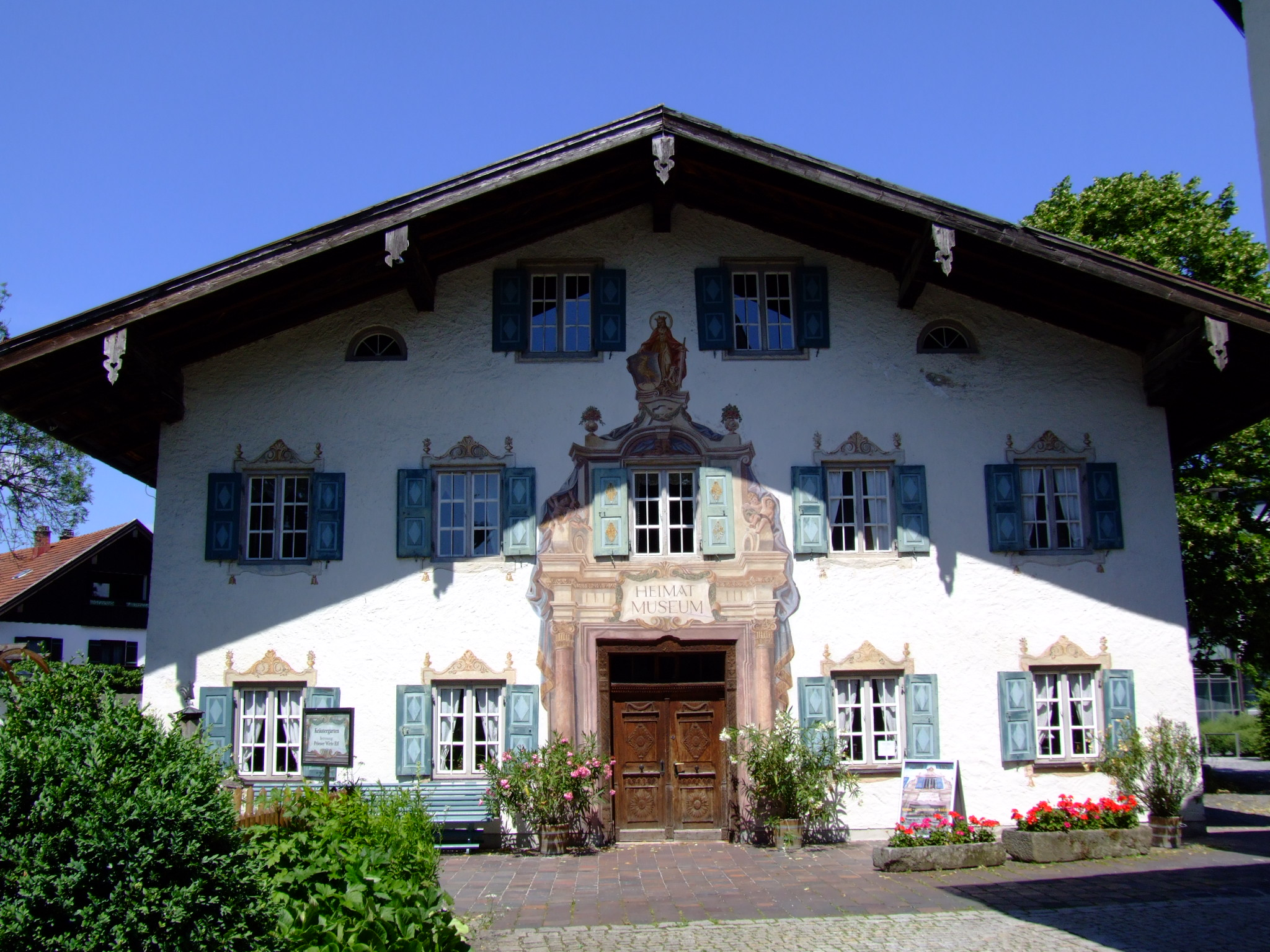
Heimatsmuseum,museo regionale di Prien

## Cultura

### Musei
- Galleria d'Arte nel vecchio municipio[10]
- Museo regionale di Prien[11]
- Museo della ferrovia del Chiemsee

## Geografia antropica
Il comune di Prien am Chiemsee comprende ben 36 frazioni: 
- Arbing
- Atzing
- Au
- Bachham
- Bauernberg
- Duft
- Egerndorf
- Elperting
- Ernsdorf
- Gaishacken
- Griebling
- Harlach
- Harras
- Hoherting
- Hub
- Irgarting
- Kaltenbach
- Kumpfmühle
- Leiten
- Mailing
- Mitterweg
- Mühlthal
- Munzing
- Mupferting
- Osternach
- Prien am Chiemsee
- Prutdorf
- Schmieding
- Schöllkopf
- Siegharting
- Siggenham
- Stetten
- Trautersdorf
- Urschalling
- Vachendorf
- Westernach

## Amministrazione

### Gemellaggi
Prien am Chiemsee è gemellata con:
- Graulhet, dal 1971
- Valdagno, dal 1987